# Slussterrassen

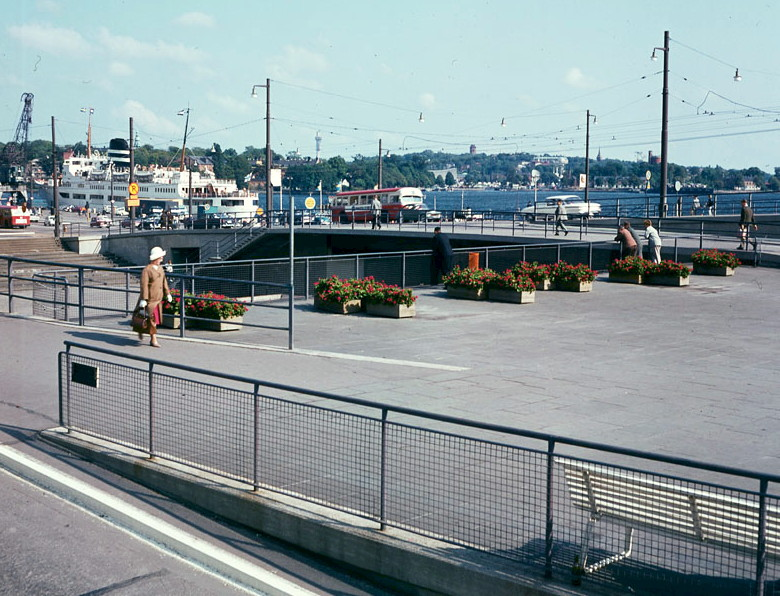
Slussterrassen i september 1965.

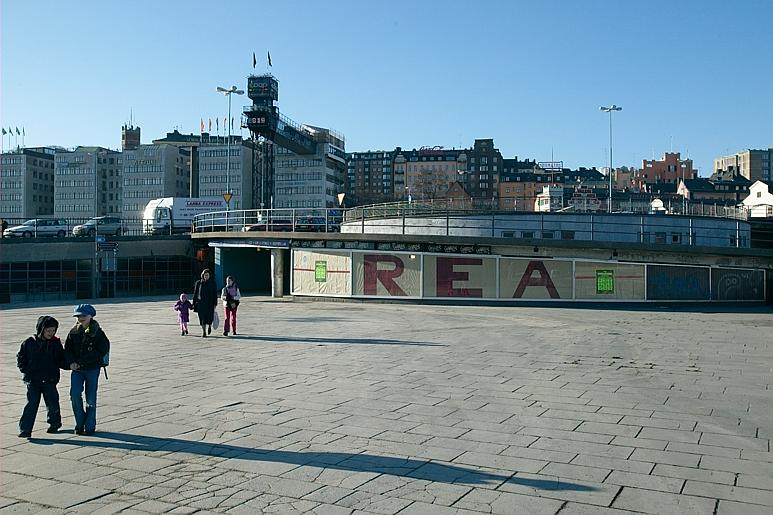
Slussterrassen i mars 2004.

Slussterrassen (ibland även kallad Slussenterrassen) var en bilfri plats på Slussen i Stockholm. Platsen eller torget fick sitt namn 1935.
Slussterrassen låg på Slussens norra del, mellan Blå bodarna och slussbassängen för Karl Johanslussen. Norr om slussbassängen anslöt Karl Johans torg. Från terrassen kunde man se ner i slussanläggningen och följa slussningen av båtar. Slussterrassen bestod av ett obebyggt torg med räcken, som tidigare hade bänkar och planteringslådor. Markbeläggningen bestod av sågade granithällar.